# پل ساق‌آباد
پل ساق‌آباد مربوط به دوره قاجار است و در یک کیلومتری شمال شرق نوش‌آباد واقع شده و این اثر در تاریخ ۱۰ خرداد ۱۳۸۲ با شمارهٔ ثبت ۹۰۱۸ به‌عنوان یکی از آثار ملی ایران به ثبت رسیده است.